# Cal State Northridge Matadors

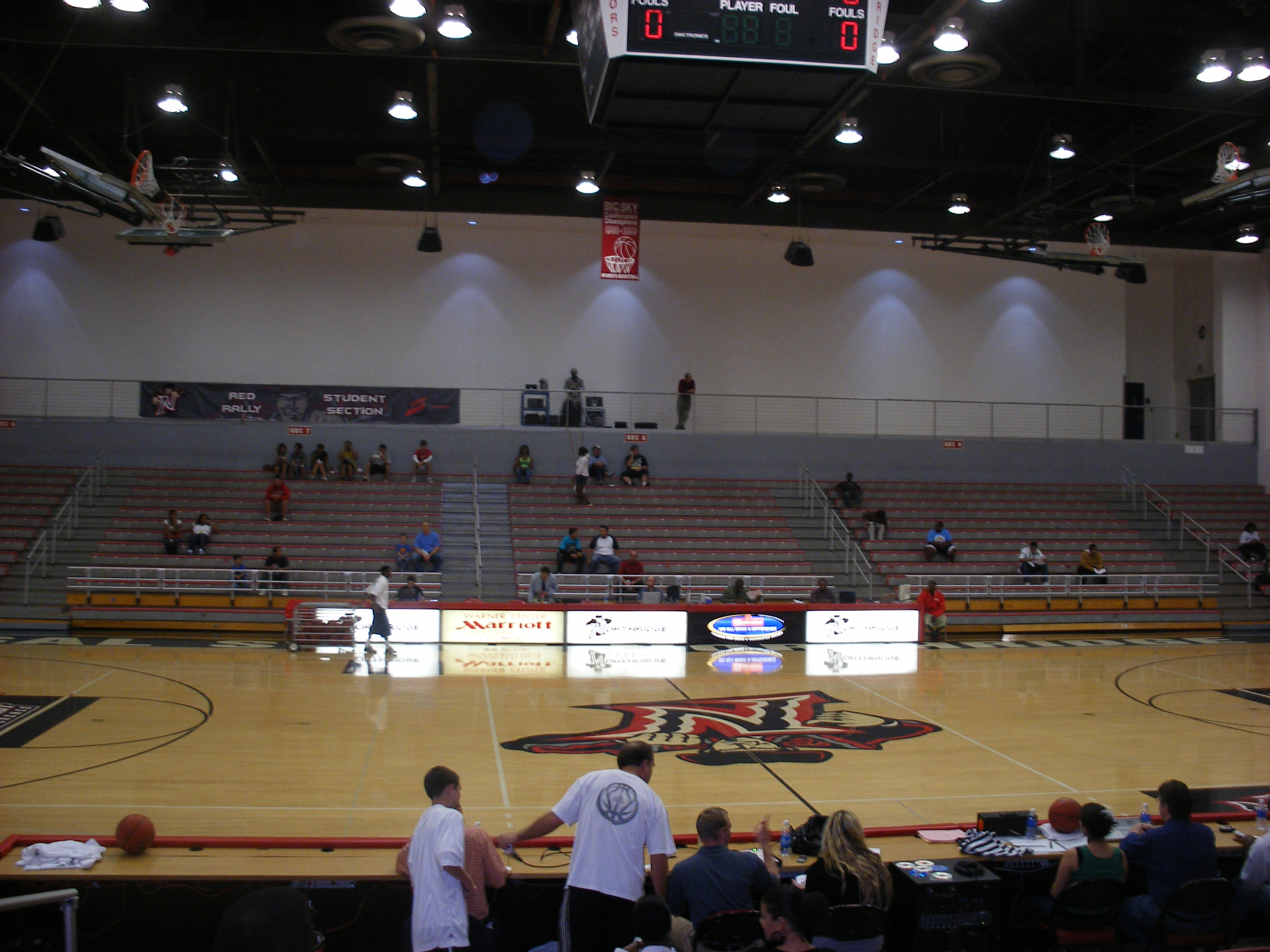
Matadome.

Cal State Northridge Matadors (español: Matadores de la Estatal de California, Northridge) es el equipo deportivo de la Universidad Estatal de California, Northridge, perteneciente a la Universidad Estatal de California, situada en Northridge, dentro de la ciudad de Los Ángeles en el estado de California. Los equipos de los Matadors participan en las competiciones universitarias organizadas por la NCAA, y forman parte de la Big West Conference, salvo en atletismo, que pertenecen a la Western Athletic Conference. Hasta el año 2001, pertenecieron a la Big Sky Conference.

## Apodo y mascota
En marzo de 1958, los estudiantes del San Fernando Valley State College, antiguo nombre de la institución, eligieron mediante votación los colores rojo y blanco y el apodo de "Matadors" para sus equipos deportivos, reivindicando la herencia de la cultura española en aquellas tierras. Al concurso de ideas se presentaron más de 150 propuestas, quedando cinco finalistas: Apollos, Falcons, Rancheros, Titans y Matadors, siendo elegido este último. Meses después del terremoto de Northridge de 1994, un grupo de estudiantes propuso cambiar el apodo por el de Quakes (en inglés, earthquake significa tereremoto), pero la propuesta fue rechazada por 1.334 votos contra 392.
El nombre de la mascota es Matty the Matador.

## Programa deportivo
Los Matadors participan en las siguientes modalidades deportivas:
| - Masculino - Baloncesto - Béisbol - Cross - Golf - Atletismo - Natación - Fútbol - Voleibol | - Femenino - Baloncesto - Cross - Voleibol - Golf - Waterpolo - Fútbol - Atletismo - Softball - Tenis - Natación |

### Baloncesto
El mayor éxito del equipo masculino de baloncesto fue la consecución del título de la Big Sky Conference en 2001, en el último año de la universidad en dicha conferencia, antes de dar el salto a la Big West Conference. Únicamente dos de sus jugadores han conseguido entrar en el Draft de la NBA en toda su historia, pero ninguno de ellos llegó a jugar en la liga profesional.

### Béisbol
Catorce jugadores que han jugado con los Matadors han llegado a hacerlo también en las Grandes Ligas.

### Fútbol
El mayor logro del equipo masculino de fútbol lo consiguieron en 2005, cuando alcanzaron la fase final del Torneo de la NCAA, llegando hasta los octavos de final. En la actualidad están situados en el puesto 13 del ranking nacional estadounidense. En la temporada 2007-2008 consiguieron uno de sus mayores éxitos, al derrotar a UCLA, uno de los grandes favoritos de la competición y ganador en varias ocasiones del título nacional, por 3-0.

## Instalaciones deportivas
- Matador Gymnasium, apodado The Matadome, es el recinto deportivo que alberga las competiciones de baloncesto y voleibol, tanto masculinas como femeninas. Fue inaugurado en 1962, y tiene una capacidad para 1600 espectadores.[7] Como curiosidad, se utilizó como escenario de la película Karate Kid.[8]
- Matador Field, el recinto donde se juega al béisbol. Tiene una capacidad para 1.200 espectadores, y fue construido en 1961.[9]
- Matador Soccer Field es el estadio donde se disputa el fútbol. tiene una capacidad para 800 espectadores, y fue inaugurado en 2002.[10]
- Matador Track es la pista de atletismo de la universidad. Consta de una pista de 400 metros y 9 calles, reformada en 1997. Tiene una capacidad para unos 5.000 espectadores, que se acomodan en el césped que rodea la instalación.[11]